# Derby-Insel
Die Derby-Insel (französisch Île du Derby) ist eine kleine Felseninsel vor der Küste des ostantarktischen Adélielands. Sie liegt unmittelbar nördlich der Astrolabe-Gletscherzunge und 800 m südwestlich der Pasteur-Insel am südlichen Ende der Dumoulin-Inseln im Géologie-Archipel.
Luftaufnahmen der Insel entstanden bei der US-amerikanischen Operation Highjump (1946–1947). Französische Wissenschaftler kartierten sie im Verlauf einer von 1949 bis 1951 dauernden Forschungsreise. Namensgebend war der Wettstreit (Derby) einzelner Gruppen bei dieser Expedition, als Erste die Insel zu erreichen.